# 1381
Il 1381 (MCCCLXXXI in numeri romani) è un anno  del XIV secolo.

## Eventi
- 12 giugno - Rivolta dei contadini, Inghilterra: i ribelli arrivano a Blackheath.
- 16 luglio - Carlo di Durazzo entra in Napoli dopo aver sconfitto le truppe di Ottone di Brunswick, quarto marito della regina Giovanna I di Napoli. Nel 1382, Carlo cingerà la corona di Napoli assumendo il nome di Carlo III.
- 8 agosto - Genova e Venezia raggiungono un accordo di pace a Torino e pongono fine alle ostilità.

## Nati
- 13 gennaio - Coletta di Corbie, religiosa e santa francese († 1447)
- 4 febbraio - Mariano di Jacopo, ingegnere italiano
- 1º luglio - Lorenzo Giustiniani, patriarca cattolico italiano († 1456)
- 13 ottobre - Thomas FitzAlan, XII conte di Arundel, militare e politico inglese († 1415)
- 27 ottobre - Elisabetta del Palatinato, nobile tedesca († 1408)
- Anna di Cilli, nobildonna († 1416)
- Giovanni Cavalcanti, storico italiano
- Bernardo Ciuffagni, scultore italiano († 1458)
- Rita da Cascia, religiosa italiana († 1457)
- Antonio Roselli, giurista italiano († 1466)
- Giovanni I di Borbone, nobile francese († 1434)

## Morti
- 1º gennaio - Cia Ordelaffi, nobile e condottiera italiana (n. 1317)
- 3 gennaio - Marquardo di Randeck, patriarca cattolico tedesco (n. 1296)
- 4 gennaio - Gastone di Foix-Béarn, nobile francese
- 13 gennaio - Gautier Gómez de Luna, cardinale spagnolo
- 23 gennaio - Pierre Flandrin, cardinale francese (n. 1301)
- 24 marzo - Caterina di Svezia, religiosa svedese
- 27 marzo - Giovanna Manuele, sovrana spagnola (n. 1339)
- 4 aprile - Lanfranco de Saliverti, vescovo cattolico italiano (n. 1320)
- 21 maggio - Federico III di Meißen, nobile tedesco (n. 1332)
- 5 giugno - John Cavendish, politico inglese (n. 1346)
- 14 giugno - Simon Sudbury, arcivescovo cattolico inglese
- 15 giugno - Wat Tyler, rivoluzionario inglese (n. 1341)
- 16 giugno - Siemowit III di Masovia, nobile polacco
- 27 giugno - Lapo da Castiglionchio, scrittore italiano
- 5 luglio - Beatrice del Portogallo, nobile (n. 1347)
- 12 luglio - Bartolomeo II della Scala, nobile italiano
- 15 luglio - John Ball, presbitero inglese (n. 1338)
- 8 agosto - Eleazario da Sabrano, cardinale e vescovo cattolico italiano
- 25 agosto - Giovanni III del Monferrato, marchese (n. 1362)
- 27 agosto - Simon da Borsano, cardinale e arcivescovo cattolico italiano
- 11 settembre - Charles de Montmorency, militare francese (n. 1307)
- 26 settembre - Alda d'Este, nobile italiana (n. 1333)
- 28 settembre - Taddea Visconti, nobile italiana (n. 1351)
- 30 ottobre - Aldobrandino d'Este, vescovo cattolico italiano (n. 1325)
- 4 novembre - Pietro IV di Ribagorza, nobile spagnolo (n. 1305)
- 19 novembre - Tommaso da Frignano, cardinale italiano
- 2 dicembre - Jan van Ruusbroec, presbitero e scrittore fiammingo (n. 1293)
- 27 dicembre - Edmondo Mortimer, III conte di March, nobile britannico (n. 1352)
- Jacopo Cini, vescovo cattolico e teologo italiano (n. 1300)
- Giovanni II di Blois-Châtillon, nobile
- Giovanni Fieschi, cardinale e vescovo cattolico italiano
- William Latimer, politico inglese (n. 1330)
- Leonardo I Tocco, nobile italiano
- Ruggero Bernardo II di Castelbon, nobile
- Song Lian, storico e politico cinese (n. 1310)
- Vaidila, nobile lituano
- Giovanni Zacchei, vescovo cattolico italiano

## Calendario
| Calendario 1381 | Calendario 1381 | Calendario 1381 | Calendario 1381 | Calendario 1381 | Calendario 1381 | Calendario 1381 | Calendario 1381 | Calendario 1381 | Calendario 1381 | Calendario 1381 | Calendario 1381 | Calendario 1381 | Calendario 1381 | Calendario 1381 | Calendario 1381 | Calendario 1381 | Calendario 1381 | Calendario 1381 | Calendario 1381 | Calendario 1381 | Calendario 1381 | Calendario 1381 | Calendario 1381 | Calendario 1381 | Calendario 1381 | Calendario 1381 | Calendario 1381 | Calendario 1381 | Calendario 1381 | Calendario 1381 | Calendario 1381 | Calendario 1381 |
| --------------- | --------------- | --------------- | --------------- | --------------- | --------------- | --------------- | --------------- | --------------- | --------------- | --------------- | --------------- | --------------- | --------------- | --------------- | --------------- | --------------- | --------------- | --------------- | --------------- | --------------- | --------------- | --------------- | --------------- | --------------- | --------------- | --------------- | --------------- | --------------- | --------------- | --------------- | --------------- | --------------- |
|                 | 1               | 2               | 3               | 4               | 5               | 6               | 7               | 8               | 9               | 10              | 11              | 12              | 13              | 14              | 15              | 16              | 17              | 18              | 19              | 20              | 21              | 22              | 23              | 24              | 25              | 26              | 27              | 28              | 29              | 30              | 31              |                 |
| Gennaio         | Ma              | Me              | Gi              | Ve              | Sa              | Do              | Lu              | Ma              | Me              | Gi              | Ve              | Sa              | Do              | Lu              | Ma              | Me              | Gi              | Ve              | Sa              | Do              | Lu              | Ma              | Me              | Gi              | Ve              | Sa              | Do              | Lu              | Ma              | Me              | Gi              |                 |
| Febbraio        | Ve              | Sa              | Do              | Lu              | Ma              | Me              | Gi              | Ve              | Sa              | Do              | Lu              | Ma              | Me              | Gi              | Ve              | Sa              | Do              | Lu              | Ma              | Me              | Gi              | Ve              | Sa              | Do              | Lu              | Ma              | Me              | Gi              |                 |                 |                 |                 |
| Marzo           | Ve              | Sa              | Do              | Lu              | Ma              | Me              | Gi              | Ve              | Sa              | Do              | Lu              | Ma              | Me              | Gi              | Ve              | Sa              | Do              | Lu              | Ma              | Me              | Gi              | Ve              | Sa              | Do              | Lu              | Ma              | Me              | Gi              | Ve              | Sa              | Do              |                 |
| Aprile          | Lu              | Ma              | Me              | Gi              | Ve              | Sa              | Do              | Lu              | Ma              | Me              | Gi              | Ve              | Sa              | Do              | Lu              | Ma              | Me              | Gi              | Ve              | Sa              | Do              | Lu              | Ma              | Me              | Gi              | Ve              | Sa              | Do              | Lu              | Ma              |                 |                 |
| Maggio          | Me              | Gi              | Ve              | Sa              | Do              | Lu              | Ma              | Me              | Gi              | Ve              | Sa              | Do              | Lu              | Ma              | Me              | Gi              | Ve              | Sa              | Do              | Lu              | Ma              | Me              | Gi              | Ve              | Sa              | Do              | Lu              | Ma              | Me              | Gi              | Ve              |                 |
| Giugno          | Sa              | Do              | Lu              | Ma              | Me              | Gi              | Ve              | Sa              | Do              | Lu              | Ma              | Me              | Gi              | Ve              | Sa              | Do              | Lu              | Ma              | Me              | Gi              | Ve              | Sa              | Do              | Lu              | Ma              | Me              | Gi              | Ve              | Sa              | Do              |                 |                 |
| Luglio          | Lu              | Ma              | Me              | Gi              | Ve              | Sa              | Do              | Lu              | Ma              | Me              | Gi              | Ve              | Sa              | Do              | Lu              | Ma              | Me              | Gi              | Ve              | Sa              | Do              | Lu              | Ma              | Me              | Gi              | Ve              | Sa              | Do              | Lu              | Ma              | Me              |                 |
| Agosto          | Gi              | Ve              | Sa              | Do              | Lu              | Ma              | Me              | Gi              | Ve              | Sa              | Do              | Lu              | Ma              | Me              | Gi              | Ve              | Sa              | Do              | Lu              | Ma              | Me              | Gi              | Ve              | Sa              | Do              | Lu              | Ma              | Me              | Gi              | Ve              | Sa              |                 |
| Settembre       | Do              | Lu              | Ma              | Me              | Gi              | Ve              | Sa              | Do              | Lu              | Ma              | Me              | Gi              | Ve              | Sa              | Do              | Lu              | Ma              | Me              | Gi              | Ve              | Sa              | Do              | Lu              | Ma              | Me              | Gi              | Ve              | Sa              | Do              | Lu              |                 |                 |
| Ottobre         | Ma              | Me              | Gi              | Ve              | Sa              | Do              | Lu              | Ma              | Me              | Gi              | Ve              | Sa              | Do              | Lu              | Ma              | Me              | Gi              | Ve              | Sa              | Do              | Lu              | Ma              | Me              | Gi              | Ve              | Sa              | Do              | Lu              | Ma              | Me              | Gi              |                 |
| Novembre        | Ve              | Sa              | Do              | Lu              | Ma              | Me              | Gi              | Ve              | Sa              | Do              | Lu              | Ma              | Me              | Gi              | Ve              | Sa              | Do              | Lu              | Ma              | Me              | Gi              | Ve              | Sa              | Do              | Lu              | Ma              | Me              | Gi              | Ve              | Sa              |                 |                 |
| Dicembre        | Do              | Lu              | Ma              | Me              | Gi              | Ve              | Sa              | Do              | Lu              | Ma              | Me              | Gi              | Ve              | Sa              | Do              | Lu              | Ma              | Me              | Gi              | Ve              | Sa              | Do              | Lu              | Ma              | Me              | Gi              | Ve              | Sa              | Do              | Lu              | Ma              |                 |